# Marcel Trigon
Marcel Trigon, né le 13 mai 1935 à Agimont (Belgique) et mort le 20 juin 2012 au Kremlin-Bicêtre (Val-de-Marne), est un homme politique français. Ancien membre du comité central du Parti communiste français (PCF), suppléant de Marie-Claude Vaillant-Couturier et de Georges Marchais, il est maire d'Arcueil de 1964 à 1997. Il est à l'origine des Rencontres nationales contre l'apartheid et de l'accueil de Dulcie September dans la ville d'Arcueil. Il quitte le PCF en 1996.

## Biographie
Fils d'un militant communiste, Marcel Trigon naît en Belgique. Un de ses frères meurt en Allemagne au cours d'un bombardement et un autre est ouvrier professionnel chez Renault.
Diplômé du BEPC, il travaille comme employé à la banque commerciale pour l'Europe du Nord. En 1952, il adhère au Parti communiste. En 1962, il devient secrétaire du maire d'Arcueil, Marius Sidobre.
Il est élu maire de la ville d'Arcueil à 29 ans en 1964, succédant à Marius Sidobre, il est alors plus jeune maire de France. Il participe, avec Marcel Rosette, à la création de l'Association nationale des élus communistes et républicains en 1977.
Marcel Trigon est conseiller général du Val-de-Marne (canton d'Arcueil-Gentilly ouest) de 1985 à 2004, durant 19 ans, suppléant à la députation de Marie-Claude Vaillant-Couturier et de Georges Marchais à 3 reprises.
En tant que conseiller général délégué aux relations internationales, il noue des liens avec des pays comme le Vietnam, la Palestine, le Salvador ou encore, plus particulièrement, l'Afrique du Sud avec qui il liera le destin de la ville d'Arcueil. Il s'engage dans la lutte contre l'apartheid en créant l'association Rencontre nationale contre l'apartheid qui deviendra plus tard RENAPAS. Il accueille la représentante en France de l'ANC, Dulcie September, à Arcueil. Elle est assassinée à Paris le 29 mars 1988. De ce fait, en 1996, Nelson Mandela alors président de l'Afrique du Sud fait une entorse à son agenda pour passer par Arcueil lors de son voyage en France. Dans cette veine de militantisme internationaliste, il rencontre Yasser Arafat.
En 1992, Le Parisien annonce que Marcel Trigon « et ses amis de Refondation » à Arcueil ne soutiendront pas le candidat communiste aux prochaines élections législatives. Il fait partie de ceux qui s'avèrent critiques sur l'attitude de Georges Marchais, secrétaire général du Parti communiste français, lors du putsch de Moscou, en août 1991.
Il rejoint en 1995 le CAP (Convention pour une alternative progressiste) avec Charles Fiterman dans une volonté de promouvoir une gauche citoyenne impulsée par une démocratie plus vivante. Face à la situation en ex-URSS, il n'apprécie pas que le Parti communiste français félicite le Parti communiste de la fédération de Russie de sa victoire aux législatives de décembre 1995.
En 1995, il est réélu maire d'Arcueil. Il quitte en 1996 le PCF,,. Il cède sa place de maire en 1997 à Daniel Breuiller,. 
Marcel Trigon meurt le 20 juin 2012. Il était marié à Anne-Marie Gilger-Trigon

## Résultats électoraux

### Élections municipales
| Année | Parti | Parti        | Premier tour | Premier tour | Premier tour | Premier tour | Second tour | Second tour | Second tour | Second tour | Sièges obtenus |
| Année | Parti | Parti        | Voix         | %            | Rang         | Issue        | Voix        | %           | Rang        | Issue       | Sièges obtenus |
| ----- | ----- | ------------ | ------------ | ------------ | ------------ | ------------ | ----------- | ----------- | ----------- | ----------- | -------------- |
| 1965  |       | PCF          |              |              |              |              |             |             |             |             | /              |
| 1971  |       | PCF          | 4 926        | 60,58        | 1er          | Réélu        |             |             |             |             | 25 / 25        |
| 1977  |       | PCF (UG)     | 7 022        | 75,91        | 1er          | Réélu        | 27 / 27     |             |             |             |                |
| 1983  |       | PCF (UG)     | 6 403        | 69,83        | 1er          | Réélu        | 30 / 35     |             |             |             |                |
| 1989  |       | PCF (UG)     | 4 567        | 67,66        | 1er          | Réélu        | 30 / 35     |             |             |             |                |
| 1995  |       | PCF-CAP (UG) | 3 648        | 56,90        | 1er          | Réélu        | 29 / 35     |             |             |             |                |

### Élections cantonales
| Année | Parti | Parti | Premier tour | Premier tour | Premier tour | Second tour | Second tour | Second tour |
| Année | Parti | Parti | Voix         | %            | Rang         | Voix        | %           | Issue       |
| ----- | ----- | ----- | ------------ | ------------ | ------------ | ----------- | ----------- | ----------- |
| 1985  |       | PCF   | 5 039        | 48,51        | 1er          | 6 598       | 66,28       | Élu         |
| 1992  |       | PCF   | 3 740        | 39,39        | 1er          | 4 623       | 58,84       | Réélu       |
| 1998  |       | CAP   | 2 997        | 40,28        | 1er          | 3 547       | 100,00      | Réélu       |

## Décoration
- Officier de la Légion d'honneur[7]

## Publication
- Retour aux sources : lettre à mon fils[4], Le Temps des cerises, 1994  (ISBN 2-84109-012-4)